# Никифарово
Никифарово (баш. Никифар) — село в Никифаровском сельсовете Альшеевского района Республики Башкортостан России.

## Географическое положение
Находится в месте впадения реки Карамалы в реку Дёму.
Расстояние до:
- районного центра (Раевский): 45 км,
- ближайшей железнодорожной станции (Аксеново): 12 км.

## История создания
Деревня Никифарово была основана в 1742 году, когда вотчинники Иликей-Минской волости приняли к себе тептярей по указу Уфимской провинциальной канцелярии от 29 августа 1746 года. В 1778 году были приняты жители деревни Бузюрово Казанской дороги — служилые татары (кряшены?) во главе с Усманом Романовым с 6 дворами. 9 марта 1795 года была принята новая группа тептяр.
В «Списке населенных мест по сведениям 1870 года», изданном в 1877 году, населённый пункт упомянут как деревня Никифорова 1-го стана Белебеевского уезда Уфимской губернии. Располагалась при речке Яиккузе, влево от реки Демы, в 55 верстах от уездного города Белебея и в 18 верстах от становой квартиры в деревне Менеуз-Тамак. В деревне, в 113 дворах жили 821 человек (419 мужчин и 402 женщины, тептяри, татары), были мечеть, училище, 3 мутовочных мельницы, 5 лавок, базары по средам. Жители занимались пчеловодством, лужением посуды и печением калачей.
По сведениям переписи 1897 года, в деревне Никифорово Белебеевского уезда Уфимской губернии жили 1497 человек (736 мужчин и 761 женщина), из них 1490 мусульман.

## Население
| 2002 | 2009 | 2010 |
| ---- | ---- | ---- |
| 1020 | ↘941 | ↘845 |

Национальный состав
В третьей ревизии в деревне жили «ясачные татары» в количестве 86 мужчин. В четвертой «служилые татары» в количестве 28 мужчин, в команде старшины Кунаккула Адзитерова были тептяри в количестве 72 мужчин. В команде Старшины Максюта Мурзекеева находилось трое тептярей из Никифарово.
Согласно переписи 2002 года, преобладающая национальность — татары (74 %)

## Инфраструктура
Санаторно-оздоровительный лагерь круглогодичного действия «Карлугач» (ул. Дружбы, 59а).

## Религия
В селе есть мечеть.